# リチャード・ベッキンセイル
リチャード・ベッキンセイル（Richard Beckinsale、1947年7月6日 - 1979年3月19日）は、イギリスの俳優。

## 出演作品
- コロネーション・ストリート